# Schwesta Ewa
Schwesta Ewa, nom de scène d'Ewa Malanda, de son nom de naissance Ewa Müller (née le 16 juillet 1984 à Koszalin) est une rappeuse allemande.

## Biographie
Elle entre en contact avec le quartier rouge de Kiel grâce à un emploi de serveuse dans un restaurant et commence à travailler comme prostituée à 16 ans. Après avoir terminé ses études secondaires en 2004, elle déménage à Francfort-sur-le-Main.
Le 17 novembre 2016, Malanda est provisoirement arrêtée par une unité des SEK à Arnsberg alors qu'elle enregistrait son nouvel album. Elle est accusée d'avoir forcé cinq fans féminines à se prostituer. Selon le parquet de Francfort, il y avait des soupçons de traite des êtres humains à des fins d'exploitation sexuelle, de proxénétisme, d'agression et d'évasion fiscale. Malanda est détenue à la prison de Francfort-sur-le-Main III à Preungesheim. On apprend que plusieurs perquisitions avaient déjà eu lieu dans son bar de Francfort-sur-le-Main. le procès a commencé le 8 juin 2017 et le 20 juin 2017, elle est reconnue coupable de 35 lésions corporelles, d'évasion fiscale et de promotion d'actes sexuels par des mineurs et condamnée à deux ans et six mois de prison. Cependant la Landgericht Frankfurt am Main ne considère pas les allégations de proxénétisme et de traite des êtres humains comme prouvées, des témoins ayant déclaré qu'elles s'étaient prostituées volontairement et que Malanda ne les avait pas forcées. Malanda, le parquet et un codemandeur font appel de la condamnation et s'adressent à la Cour fédérale. Le Cour rend le jugement définitif.
Malanda s'installe à Düsseldorf en 2018. Elle donne naissance à une fille en janvier 2019. Le 12 janvier 2020, Malanda commence sa peine de prison dans la prison de Willich II en Rhénanie du Nord-Westphalie. Elle n'est pas autorisée à ce que sa fille l'accompagne. Son troisième album Aaliyah paraît le 31 janvier 2020. Après avoir été transférée dans une prison ouverte en juin 2020, elle peut déménager dans une prison pour mères et enfants en juillet 2020. Après avoir purgé les deux tiers de sa peine, elle est libérée de prison début février 2021.

## Discographie

### Albums
- 2015 : Kurwa (Alles Oder Nix Records)
- 2018 : Aywa (Alles Oder Nix Records)
- 2020 : Aaliyah (Alles Oder Nix Records)

### Mixtapes
- 2012 : Realität (Alles Oder Nix Records)